# Großsteingrab Woltrup-Wehbergen
Das Großsteingrab Woltrup-Wehbergen war eine megalithische Grabanlage der jungsteinzeitlichen Trichterbecherkultur bei Woltrup-Wehbergen, einem Ortsteil von Bersenbrück im Landkreis Osnabrück (Niedersachsen). Es wurde vor 1863 zerstört. Das Grab befand sich südlich des Ortes an der Gemarkungsgrenze von Wehbergen und Heeke. Zum Zeitpunkt seiner Zerstörung war noch ein Ende der Grabkammer erhalten, zu der aber keine genaueren Angaben bezüglich Ausrichtung, Maßen und Grabtyp vorliegen.